# Areál NH Ostrava
Areál NH Ostrava – częściowo zlikwidowany, wielofunkcyjny stadion w Ostrawie, w Czechach. Rozpoczęcie budowy obiektu miało miejsce w latach 50. XX wieku, a ukończony został w roku 1971. Stadion mógł pomieścić 20 000 widzów. Swoje spotkania rozgrywali na nim piłkarze klubu FC Ostrava-Jih. Na początku XXI wieku rozebrano większość trybun stadionu.
Plan budowy obiektu został zatwierdzony w 1953 roku. Już trzy lata później zaczęto z niego korzystać, ale w pełni ukończony został dopiero w 1971 roku. Gospodarzem stadionu byli piłkarze klubu FK Nová huť (późniejszy FC Ostrava-Jih). Największym sukcesem tej drużyny były występy w II lidze (dawniej czechosłowackiej, później także czeskiej, po raz ostatni w 2000 roku). Na arenie grywał również Baník Ostrawa, odbywały się spotkania w europejskich pucharach i finiszował etap Wyścigu Pokoju. Po stronie zachodniej znajdowała się zadaszona trybuna główna, z pozostałych stron bieżnię okalały tarasowe trybuny oparte na wałach ziemnych. Pojemność stadionu wynosiła 20 000 widzów. Część wałów ziemnych, wzdłuż boiska, od strony wschodniej, zlikwidowano w 2007 roku. Na przełomie 2011 i 2012 roku rozebrano natomiast trybunę główną. W międzyczasie przy ulicy Krasnoarmějců, obok budynku szkoły podstawowej, zmodernizowano boisko piłkarskie, na które przeniósł się klub FC Ostrava-Jih. W planach była budowa w miejscu stadionu nowego aquaparku, ale zamierzeń tych nie zrealizowano. Z dawnego obiektu pozostały jedynie tarasowe trybuny na łukach.